# U-Turn (chanson d'Usher)
Pour les articles homonymes, voir U-Turn.
Singles de Usher
U Don't Have To Call
(2001) I Need a Girl (Part. one))
(2002)
U-Turn est le cinquième et dernier single de l'album 8701 du chanteur RnB Usher. Il est produit par Jermaine Dupri, coproduit par B. Cox et écrit par Usher.
Aux USA ce single n'est pas sorti mais il s'est bien classé dans les charts internationaux, notamment en Australie et au Royaume-Uni, sans toutefois atteindre les sommets des singles précédents (excepté Pop Ya Collar).